# Tsjecho-Slowakije op de Olympische Zomerspelen 1972
Tsjecho-Slowakije nam deel aan de Olympische Zomerspelen 1972 in München, West-Duitsland. Ten opzichte van de vorige deelname werd er vijf keer minder een gouden medaille gewonnen. Het aantal zilver steeg met twee, maar het aantal brons daalde eveneens met twee.

## Medaillewinnaars

### 1Goud
- Ludvík Daněk - Atletiek, mannen discuswerpen
- Vítězslav Mácha - worstelen, mannen Grieks-Romeins weltergewicht

### 2Zilver
- Milena Duchková - Schoonspringen, vrouwen platform
- Ladislav Beneš, Frantisek Brina, Vladimír Haber, Vladimír Jarý, Jiří Kavan, Arnošt Klimčík, Jaroslav Konečný, František Králík, Jindřich Krepindl, Vincent Lafko, Andrej Lukošík, Pavel Mikeš, Petr Pospíšil, Ivan Satrapa, Zdeněk Škára en Jaroslav Škarvan - Handbal, mannentoernooi
- Vladimír Petříček, Pavel Svojanovský en Oldřich Svojanovský - Roeien, mannen twee-met-stuurman
- Ladislav Falta - Schieten, mannen snelvuurpistool

### 3Brons
- Eva Šuranová - Atletiek, vrouwen verspringen
- Vladimír Jánoš, Otakar Mareček, Karel Neffe, Vladimír Petříček en František Provazník - Roeien, mannen vier-met-stuurman

## Deelnemers en resultaten per onderdeel

### Atletiek
Mannen, 100 meter
- Juraj Demec
  - Eerste serie - 10.66s (→ ging niet verder)

Mannen, 800 meter
- Jozef Plachý
  - Serie - 1:47.1
  - Halve finale - 1:48.9 (→ ging niet verder)

Mannen, 1.500 meter
- Jozef Horčic
  - Serie - 3:45.7 (→ ging niet verder)

Mannen, 5.000 meter
- Josef Janský
  - Serie - 13:39.8 (→ ging niet verder)
- Dusan Moravcik
  - Serie - 13:40.4 (→ ging niet verder)

Mannen 4x100m estafette
- Jaroslav Matousek, Juraj Demec, Jifi Kynos en Ludvik Bohman
  - Serie - 39.31s
  - Halve finale - 39.01s
  - Finale - 38.82s (→ 4e plaats)

Mannen, hoogspringen
- Roman Moravec
  - Kwalificatieronde - 2.12m (→ ging niet verder)
- Jaroslav Alexa
  - Kwalificatieronde - 2.09m (→ ging niet verder)

### Wielersport

#### Wegwedstrijden
Mannen individuele wegwedstrijd
- Jirí Prchal - 18e plaats
- Jirí Háva - 41e plaats
- Petr Matoušek - 47e plaats
- Alois Holík - niet gefinisht (→ niet geklasseerd)

#### Baanwedstrijden
Mannen 1.000m tijdrit
- Anton Tkáč
  - Finale - 1:08.78 (→ 13e plaats)

Mannen tandem
- Ivan Kučírek en Vladimír Popelka → 8e plaats

### Handbal
Mannentoernooi:
- Tsjecho-Slowakije: zilver

### Roeien
Mannen, skiff
- Jaroslav Hellebrand
  - Serie - 7:58.15
  - Herkansing - 8:19.28
  - Halve finale - 8:44.60
  - B-Finale - 8:11.04 (→ 12e plaats)

Mannen twee-met-stuurman
- Oldřich Svojanovský, Pavel Svojanovský en Vladimír Petříček
  - Serie - 7:41.27
  - Halve finale - 8:07.88
  - Finale - 7:19.57 (→  Zilver)

### Volleybal

#### Mannentoernooi
- Spelers
  - Vladimír Petlák
  - Milan Vápenka
  - Pavel Schenk
  - Zdeněk Groessl
  - Stefan Pipa
  - Jaroslav Tomáš
  - Drahomír Koudelka
  - Jaroslav Stančo
  - Lubomír Zajíček
  - Jaroslav Penc
  - Milan Řezníček
  - Miroslav Nekola
- Hoofdcoaches: Karel Láznička en Zdeněk Malý

Afghanistan · Albanië · Algerije · Amerikaanse Maagdeneilanden · Argentinië · Australië · Bahama's · Barbados · België · Bermuda · Birma · Bolivia · Bondsrepubliek Duitsland · Brazilië · Brits-Honduras · Bulgarije · Canada · Ceylon · Chili · Colombia · Congo-Brazzaville · Costa Rica · Cuba · Dahomey · Denemarken · Dominicaanse Republiek · Duitse Democratische Republiek · Ecuador · Egypte · El Salvador · Ethiopië · Fiji · Filipijnen · Finland · Frankrijk · Gabon · Ghana · Griekenland · Groot-Brittannië · Guatemala · Guyana · Haïti · Hongarije · Hongkong · Ierland · IJsland · India · Indonesië · Iran · Israël · Italië · Ivoorkust · Jamaica · Japan · Joegoslavië · Kameroen · Kenia · Khmerrepubliek · Koeweit · Lesotho · Libanon · Liberia · Liechtenstein · Luxemburg · Madagaskar · Malawi · Maleisië · Mali · Malta · Marokko · Mexico · Monaco · Mongolië · Nederland · Nederlandse Antillen · Nepal · Nicaragua · Nieuw-Zeeland · Niger · Nigeria · Noord-Korea · Noorwegen · Oeganda · Oostenrijk · Opper-Volta · Pakistan · Panama · Paraguay · Peru · Polen · Portugal · Puerto Rico · Roemenië · San Marino · Saoedi-Arabië · Senegal · Singapore · Soedan · Somalië · Sovjet-Unie · Spanje · Suriname · Swaziland · Syrië · Taiwan · Tanzania · Thailand · Togo · Trinidad en Tobago · Tsjaad · Tsjecho-Slowakije · Tunesië · Turkije · Uruguay · Venezuela · Verenigde Staten · Vietnam · Zambia · Zuid-Korea · Zweden · Zwitserland